# Creston (Iowa)
Creston é uma cidade localizada no estado americano de Iowa, no Condado de Union.

## Demografia
Segundo o censo americano de 2000, a sua população era de 7597 habitantes.
Em 2006, foi estimada uma população de 7435, um decréscimo de 162 (-2.1%).

## Geografia
De acordo com o United States Census Bureau tem uma área de
13,3 km², dos quais 13,2 km² cobertos por terra e 0,1 km² cobertos por água.

## Localidades na vizinhança
O diagrama seguinte representa as localidades num raio de 20 km ao redor de Creston.